# レオクラブ
レオクラブ（英: LEO Club）は、ライオンズクラブの青少年育成プログラムであり、地域社会の青少年に指導力（Leadership）, 経験（Experience）, および機会（Opportunity）を与え、個性豊かな人間に成長させるための奉仕活動を促進し、会員の間に、友情親善及び相互理解の精神を育成することを目的としている団体である。

## 沿革
レオクラブは1957年にアメリカペンシルベニア州のアビントン高校の野球部コーチであるJim Graverにより発案された。地元のグレンサイド・ライオンズクラブのメンバーでもあったグレーバーは、ロータリークラブやキワニスなどの団体が青少年育成プログラムを実施していることに倣い、自分の息子やその同級生、野球部部員の計35名を率いてアビントン・ハイスクール・レオクラブを結成した。アビントン高校のスクールカラーであったマルーンと金色を獅子の絵に配色したものが現在のレオクラブのロゴの原型となっている。当初LEOの頭文字はLeadership, Equality, Opportunityの略だったが、後にEquality（平等）はExperience（経験）に変更されている。同クラブが、グレンサイド・ライオンズクラブから設立の認許状にあたるチャーターを授与された12月5日は国際レオ・デーとなっている。なお、レオクラブがライオンズクラブ国際協会のプログラムとして正式に承認されるのは1967年のことである。

日本では、1968年6月29日に結成された高知レオクラブが日本初のレオクラブであり、現在約150クラブ、3000人の会員がいる。

## 奉仕活動
奉仕活動とは、社会に貢献するための活動である。
それを念頭において考えるとレオクラブはまさに奉仕活動を軸にして、L・E・Oを推進するものである。
つまりレオクラブとは、社会において自分の役割を果たし、貢献する機会（Opportunity）を与えられ、個性豊な人間に成長するための経験(Experience)を持つ場であり、その二つによって、指導力(Leadership)を養うのである。それゆえ地域社会への奉仕活動はレオクラブの最も大きな使命の一つであるが、その場合奉仕の対象となる人や事物に対して前もって慎重な調査、研究を充分に理解納得して取り組まなければならない。それはレオクラブにおいては奉仕活動の結果のみが求められるのではなく、その過程もL・E・Oを推進する大変重要なものである。

## 会員資格
よい性格を持ち、スポンサー・クラブであるライオンズクラブにより適当と認められた青少年男女が対象となる。レオクラブの会員であることから生じるすべての権利・特権・義務を負う正会員と、所在地のクラブから健康上の理由などによって転出した不在会員の二種類が存在する。また、12歳から17歳までの会員は個人的・社会的な人材育成を旨とするアルファ会員、18歳から30歳までの会員はより専門的な人材としての育成されるオメガ会員として分類され、それぞれ異なるロゴが存在する。レオクラブの定年は以前は28歳であったが、現在は30歳まで延長されている。